# Thomas Wilkinson (1898-1942)
Thomas Wilkinson (Widnes, 1º agosto 1898 – Mar di Giava, 14 febbraio 1942) è stato un militare britannico, che nel corso della seconda guerra mondiale fu decorato con la Victoria Cross alla memoria.

## Biografia

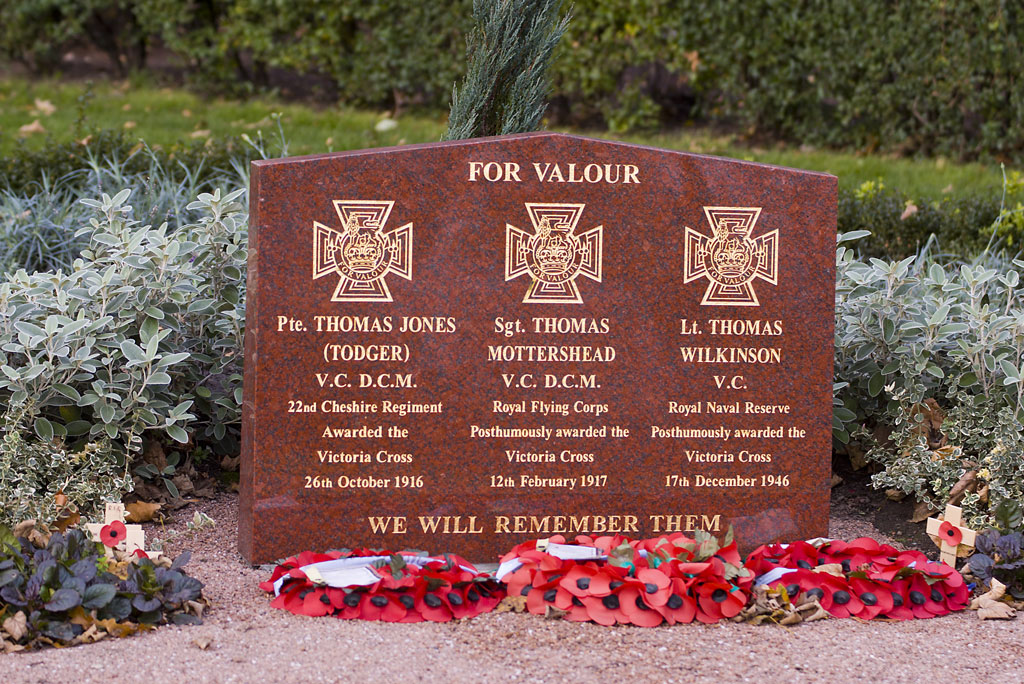
Memoriale al Victoria Park, Widnes.

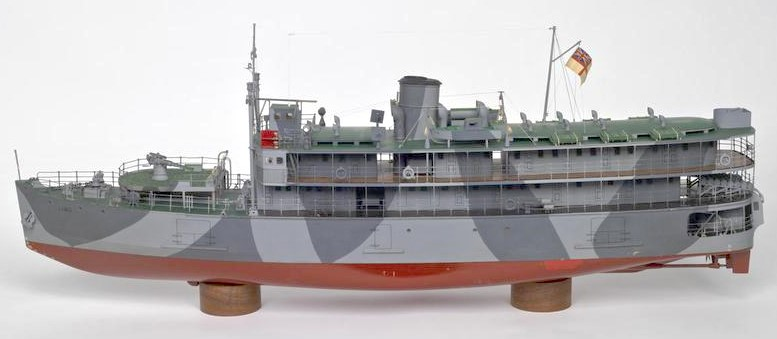
Modello in scala della HMS Li Wo.

Nacque a Widnes (Lancashire) il 1 agosto 1898, figlio di William e Esther Sharps.
All'età di 14 anni si unì all'equipaggio dello sloop a vela di suo padre come parte della marina mercantile. Durante la Grande Guerra prestò servizio a bordo nella SS Alicinious, una nave della Blue Funnel Line trasformata in trasposto truppe. Quattro anni dopo l'armistizio del novembre 1918, entrò a far parte della Indo-China Steam Navigation Company. Suo padre morì nel 1923, ed egli continuò la sua carriera in mare. Nel 1936 conseguì il diploma di capitano di lungo corso.
Nel 1938 divenne skipper della Li Wo, progettata come barca fluviale per la navigazione nel corso superiore dello Yangtze, con partenza da Shanghai. Quando scoppiò la seconda guerra mondiale, la Royal Navy requisì la Li Wo per trasformarla in una nave da guerra, con l'aggiunta di un cannone da 4 pollici (102 mm) in posizione anteriore, due mitragliatrici Lewis e un lanciatore di cariche di profondità. Fu nominato tenente di complemento nella Royal Naval Reserve, e portò l'imbarcazione fuori dalle acque fluviali dello Yangtze, navigando nei mari cinesi e poi a sud fino a Singapore.
Il 12 febbraio 1942 ricevette l'ordine di salpare per raggiungere Batavia. Nelle prime ore del 13, la nave salpò tranquillamente dal porto di Singapore, con un'altra imbarcazione fluviale convertita, la HMS Fuk Wu, comandata dal tenente Cooke. Il 14 febbraio 1942 nel Mar di Giava, al largo della Malesia, la HMS Li Wo avvistò due convogli nemici, di cui uno scortato da navi da guerra giapponesi. Comunicò subito al suo equipaggio di aver deciso di impegnare il convoglio e combattere fino all'ultimo nella speranza di infliggere qualche danno, una decisione che ottenne il sostegno risoluto dell'intero equipaggio della nave. Spiegata la bandiera di combattimento lanciò la nave a tutta velocità e fece aprire il fuoco sparando con il cannone da 4 pollici. Nel seguente combattimento un trasporto truppe giapponese fu centrato e incendiato, e dovette essere evacuato dai membri dell'equipaggio e dalle truppe presenti a bordo.  Il Li Wo finì sotto il fuoco dell'incrociatore leggero Yura e dei cacciatorpediniere Fubuki e Asagiri. Esaurite le munizioni, il Li Wo speronò un trasporto nemico, che in seguito affondò. Dopo l'urto diede l'ordine all'equipaggio di abbandonare la nave, mentre lui rimase a bordo della Li Wo e affondò con essa. Degli 84 membri dell'equipaggio, solo 7 sopravvissero per essere fatti prigionieri. Il corpo del tenente Wilkinson non fu mai ritrovato. Gli fu conferita postuma la Victoria Cross, la più alta onorificenza britannica.
Il tenente Thomas Wilkinson e commemorato presso il Liverpool Naval Memorial, mentre la sua Victoria Cross e stata donata alla Ashcroft Gallery dell'Imperial War Museum, a Londra, dove e attualmente esposta.

### Annotazioni
1. ↑  La coppia, sposatasi il 18 marzo 1884, aveva nove figli.

### Fonti
1. ↑  Memorialstovalour
2. 1 2 3 4 5 6 7 8 9 10 11 12 13 14 15 16 17 18 19 20 21 22  VC Online
3. ↑  (EN) The London Gazette (PDF), n. 37819, 13 dicembre 1946.